# Geneviève de Gaulle-Anthonioz
Geneviève de Gaulle-Anthonioz (Saint-Jean-de-Valériscle, 25 ottobre 1920 – Parigi, 14 febbraio 2002) è stata una partigiana francese.
Nipote di Charles de Gaulle, aderì alla Resistenza. Per il suo impegno pubblico fu la prima donna a ricevere la Gran Croce della Legion d'Onore.

## Biografia
Geneviève de Gaulle era la maggiore di tre figli. Suo padre Xavier de Gaulle (1887-1955), fratello maggiore di Charles de Gaulle, era un ingegnere; sua madre morì quando lei aveva quattro anni. A partire dal 1935 studia storia all'Università di Rennes. Dopo la capitolazione della Francia nel giugno 1940 e l'occupazione tedesca del paese, Geneviève de Gaulle fu conquistata dalla Resistenza tramite Jacqueline Pardon e lavorò con Hélène Viannay per il giornale clandestino Défense de la France. 
Il 20 luglio 1943 venne arrestata e torturata da Pierre Bonny, un impiegato della Gestapo francese. Il 2 febbraio 1944 venne deportata nel campo di concentramento di Ravensbrück e tenuta in isolamento per quattro mesi su ordine di Heinrich Himmler, per poterla utilizzare per uno scambio di prigionieri a causa dei suoi parenti importanti. 
Tra il febbraio e l'aprile 1945 venne detenuta in una località della Germania meridionale. 
Nell'aprile del 1945 ritornò a Parigi passando per Ginevra, dove suo padre lavorava come console. Su questo periodo scrisse un libro, pubblicato anche in tedesco nel 1999 dali titolo Durch die Nacht. In seguito, dopo essere divenuta presidente dell'ADIR, l'organizzazione nazionale delle donne deportate e internate della Resistenza, fu attiva nella persecuzione legale dei criminali di guerra nazisti. 
Nel 1946 sposò l'editore d'arte Bernard Anthonioz. Come il marito, lavorò nel ministero di André Malraux e fu coinvolta nell'attività del Raggruppamento del Popolo Francese, il movimento politico fondato da suo zio. Nel 1958 incontrò Joseph Wresinski, sacerdote del campo per senzatetto di Noisy-le-Grand e fondatore dell'ATD Quarto Mondo. Dopo un periodo di volontariato per questa organizzazione, ne assunse la presidenza dal 1964 al 1998.
Nel 1987 comparve come testimone nel processo contro Klaus Barbie.
Nel 1988 divenne membro del Conseil économique, social et environnemental nazionale, attraverso il quale si batté per una legislazione migliore a beneficio dei poveri. La legge redatta con il suo aiuto è stata approvata dal Parlamento francese nel 1998.
Oltre alla Gran Croce della Legion d'onore, ha ricevuto il Premio per i diritti dell'uomo in Francia e nel mondo (1994), la Médaille de la Résistance e la Croix de guerre (1939). Charles de Gaulle le dedicò il suo libro Mémoires de Guerre (“Ricordi di guerra”).